# Konferencja internetowa
Konferencja internetowa jest wykorzystywana do odbycia spotkania, przeprowadzenia szkolenia lub przedstawienia prezentacji na żywo poprzez internet.
W przypadku konferencji internetowej każdy uczestnik siedzi przed swoim własnym komputerem i ma kontakt z innymi uczestnikami przez internet. Wzięcie udziału w konferencji jest możliwe, jeśli uczestnicy na swoich komputerach mają zainstalowane odpowiednie aplikacje. Może to być także aplikacja sieciowa, gdzie uczestnicy mają możliwość wzięcia udziału w spotkaniu po naciśnięciu linku rozprowadzanego pocztą e-mail (zaproszenie na spotkanie).
Wyraz „webinarium” to neologizm opisujący specyficzny rodzaj konferencji internetowej. Ma ono zazwyczaj charakter komunikacji jednostronnej, od prowadzącego do słuchaczy, przy czym aktywność tych drugich jest ograniczona, tak jak w przypadku webcastu. Podczas webinarium współdziałanie może występować w większym zakresie i obejmować sesje z głosowaniem oraz pytaniami i odpowiedziami. A zatem mamy tu do czynienia z pełnym uczestnictwem zarówno prelegenta, jak i uczestników. W niektórych przypadkach prelegent może przemawiać, korzystając z tradycyjnego telefonu, prezentując jednocześnie informacje znajdujące się na ekranie. Słuchacze mogą aktywnie uczestniczyć, korzystając ze swoich własnych telefonów. Słuchawki z mikrofonem zapewniają większy komfort i wygodę. Na rynku dostępne są technologie do prowadzenia konferencji internetowych wykorzystujące technikę telefonii VoIP (ang. Voice over Internet Protocol), zapewniając pełną komunikację poprzez sieć. W zależności od dostawcy, webinaria mogą zapewniać funkcjonalność uczestnika ukrytego lub anonimowego. W tym przypadku uczestnicy nie mają świadomości, że w danym spotkaniu uczestniczą inne osoby.
Jeśli chodzi o interaktywne warsztaty online, to konferencje internetowe można prowadzić, korzystając z systemów spotkań elektronicznych (EMS), które zapewniają szereg narzędzi działających w trybie online takich jak burza mózgów i kategoryzacja oraz liczne metody głosowania lub dyskusje o odpowiedniej strukturze, zwykle z opcjonalną anonimowością. Zwykle systemy EMS nie zapewniają podstawowej funkcjonalności do prowadzenia konferencji internetowej takich jak współdzielenie zawartości ekranu, czy też konferencja głosowa, chociaż niektóre systemy EMS mogą zezwalać na kontrolowanie przebiegu konferencji internetowych.
Na początkowym etapie rozwoju internetu pojęcie „konferencja internetowa” oznaczało dyskusje grupową/zespołową na platformie wymiany informacji i stąd nie odbywała się ona w trybie na żywo. Pojęcie ewoluowało, by objąć również spotkania na żywo lub spotkania „synchroniczne”.

## Cechy
Wśród innych typowych cech konferencji internetowej można wymienić:
- Prezentacje obejmujące pokaz slajdów – gdzie uczestnikom przedstawiane są prezentacje PowerPoint lub Keynote(inne języki), w trakcie których stosowane są narzędzia znacznikowe lub zdalny wskaźnik myszy. Umożliwiają one uczestnikom aktywny udział, podczas gdy prelegent omawia treści zawarte na slajdzie(inne języki).
- Wideo na żywo lub wideo strumieniowe – gdzie uczestnicy korzystają z kamer internetowych, kamer cyfrowych lub plików multimedialnych.
- VoIP (komunikacja głosowa w czasie rzeczywistym w wykorzystaniem komputera oraz słuchawek z mikrofonem)
- Podróże w sieci – gdzie innym uczestnikom można przekazać adresy URL, dane z formularzy, „ciasteczka” (ang. cookies), skrypty oraz dane dotyczące sesji pozwalające im logować się, klikać itp. Ta cecha uwydatnia się podczas demonstrowania stron internetowych, na których sami uczestnicy mogą być aktywni.
- Rejestrowanie spotkania – gdzie aktywność związana z prezentacją jest rejestrowana po stronie klienta lub po stronie serwera. Prezentację można następnie obejrzeć w późniejszym terminie lub dokonać jej dystrybucji.
- Tablica z komentarzami (umożliwiająca prelegentowi i/lub uczestnikom podkreślać i zaznaczać pozycje na slajdach prezentacji. Można także sporządzać notatki na czystej tablicy.)
- Czat – przeznaczony dla sesji, podczas których na żywo zadawane są pytania i udzielane są odpowiedzi, właściwość dostępna dla osób mających podłączenie do spotkania. Czat może być publiczny (podany wszystkim uczestnikom) lub prywatny (pomiędzy dwoma uczestnikami).
- Głosowania i przeglądy (prelegent ma możliwość kierowania do słuchaczy pytań, gdzie uczestnicy muszą wskazać odpowiedź spośród kilku dostępnych odpowiedzi)
- Współdzielenie ekranu/współdzielenie komputera/współdzielenie aplikacji (gdzie uczestnicy mogą oglądać na swoich ekranach wszystko to, co prelegent w danej chwili prezentuje. Niektóre aplikacje współdzielenia ekranu pozwalają na zdalne przejęcie kontroli nad komputerem, dzięki czemu uczestnicy mają możliwość wpływania na zawartość ekranu prelegenta, chociaż rozwiązanie to nie jest powszechnie stosowane).

Konferencje internetowe są często sprzedawane jako usługa, prowadzone na serwerze sieciowym znajdującym się pod kontrolą dostawcy. Różni dostawcy mają różne oferty, ale większość usług hostingowych jest dostarczana jako model płatny w układzie minutowym, jako model stałej opłaty miesięcznej lub jako model odnoszący się do stanowiska. Niektórzy dostawcy zapewniają rozwiązania po stronie serwera pozwalające klientowi odbywać konferencje internetowe na jego własnych serwerach.

## Standardy
Technologie prowadzenia konferencji internetowych nie są ustandaryzowane, co ma istotny wpływ na brak interoperacyjności, przejrzystości, brak zależności od platformy oraz brak ustalonych kwestii dotyczących kosztów oraz segmentacji rynku. W 2003 roku IETF powołała grupę roboczą, której zadaniem jest ustanowienie standardu dla konferencji internetowej, zwanej „konferencją scentralizowaną (xcon)”. Planowane dane wejściowe xcon obejmują:
- Podstawowy protokół sterowania poziomem. Binarny protokół sterowania poziomem (ang. Binary Floor Control Protocol, BFCP) publikowany jako RFC 4582 ↓
- Mechanizm kontroli członkostwa i autoryzacji
- Mechanizm manipulowania i opisu „mieszania” mediów lub „topologia” wielu typów mediów (audio, video, tekst)
- Mechanizm powiadamiania o wydarzeniach/zmianach związanych z konferencją (na przykład zmiana poziomu)
- Webinaria stanowią w pierwszym rzędzie najlepsze praktyki

## Modele wdrażania
Konferencje internetowe są dostępne w formie trzech modeli: usługi hostingowej, oprogramowania oraz urządzenia.
Urządzenie, w przeciwieństwie do rozwiązania z hostingiem online, jest oferowane jako hardware. Konferencja taka jest również określana mianem konferencji internetowej „wewnętrznej” lub „lokalnej”. Jest stosowana do odbycia spotkań na żywo, zdalnych szkoleń lub promocji przez internet.

## Historia
Urządzenia do prowadzenia czatu w czasie rzeczywistym takie IRC pojawiły się pod koniec lat 80. ubiegłego stulecia. Oprogramowanie do prowadzenia czatu sieciowego i komunikowania się w czasie rzeczywistym instant messaging pojawiło się w połowie lat 90. XX stulecia. Prowadzenie pierwszych konferencji internetowych stało się możliwe pod koniec lat 90. Konferencje internetowe upowszechniły się.
Znak handlowy dla terminu „webinarium” zarejestrował w 1998 roku Eric R. Korb (numer seryjny 75478683, USPTO), ale trudno go było obronić; jest w tej chwili przypisany do InterCall.